# Ryuji Sawakami
Ryuji Sawakami (født 8. oktober 1993) er en japansk fodboldspiller, som spiller for den japanske fodboldklub Cerezo Osaka.